# Tohoratea (fleuve)
Le fleuve Tohoratea  (en anglais : Tohoratea River) est  un court cours d’eau de la région de Gisborne dans l’Île du Nord de la  Nouvelle-Zélande.

## Géographie
Il s’écoule vers le sud-est à partir de son origine dans le sud de la ville de Ruatoria pour atteindre l’Océan Pacifique au Nord de Waipiro Bay.